# Kurt Lenk (Fußballspieler)
Kurt Albino Lenk Kretschmer (* 1898 in Dresden; † 1952) war ein deutscher Fußballspieler auf der Position eines Torwarts.

## Leben
Lenk wanderte im Februar 1925 mit seiner Familie nach Mexiko aus und ließ sich in Irapuato nieder, wo er als Ingenieur für die Zigarrenfabrik El Águila arbeitete. Außerdem spielte der Fußballbegeisterte Lenk für den von derselben Fabrik gesponserten Club Deportivo Irapuato, der zu dieser Zeit unter der Bezeichnung Deportivo Irapuato Aguila antrat. Dort machte er neben seiner sportlichen Leistung durch seinen Ausspruch „Peso, goal“ auf sich aufmerksam; denn er soll jedem gegnerischen Schützen, der ein Tor gegen ihn erzielt hatte, dafür einen Peso gezahlt haben. Im März 1933 gewann Lenk mit den Aguilas de Irapuato durch einen 3:1-Finalsieg gegen Union de Curtidores die Fußballmeisterschaft des Bundesstaates Guanajuato.
Darüber hinaus engagierte sich Lenk sehr im Gemeinwesen seiner Wahlheimatstadt, wo er an der Errichtung eines Krankenhauses sowie an der Gründung des örtlichen Roten Kreuzes beteiligt war.
Mysteriös ist seine Todesursache. Im Auftrag seines Arbeitgebers reiste er 1952 nach Richmond, die Hauptstadt des US-Bundesstaates Virginia, um sich über neue Maschinen und Technologien zur Zigarrenherstellung zu informieren. Bei dieser Reise kam Lenk ums Leben, ohne dass Einzelheiten über seinen Tod bekannt wurden. Auch der Verbleib seines Leichnams ist unbekannt, weil das Grab auf dem städtischen Friedhof in Irapuato nur die sterblichen Überreste seiner Frau Martha und seines Sohnes Arnulfo beinhaltet.